# Gueltas
Gueltas (bret. Gweltaz) – miejscowość i gmina we Francji, w regionie Bretania, w departamencie Morbihan.
Według danych na rok 1990 gminę zamieszkiwało 518 osób, a gęstość zaludnienia wynosiła 25 osób/km² (wśród 1269 gmin Bretanii Gueltas plasuje się na 817. miejscu pod względem liczby ludności, natomiast pod względem powierzchni na miejscu 478.).